# Вања Милачић
Вања Милачић (Подгорица, 24. април 1977) српска је позоришна, телевизијска, филмска и гласовна глумица, пореклом из Црне Горе.

## Биографија
Вања Милачић је рођена 24. априла 1977. године у Подгорици. Још као мала, Вања је ишла на часове глуме, балета и клавира. Глуму је завршила на факултету драмских уметности на Цетињу, у класи професора Бранислава Мићуновића. Са двадесет и две године, преселила се у Београд, где је наставила своју глумачку каријеру. Бавила се синхронизацијом анимираних филмова и серија за студије Блу хаус, Ливада Београд, Моби, Голд диги нет, Соло и Вочаут.

## Филмографија
| Год.       | Назив                                    | Улога                    |
| ---------- | ---------------------------------------- | ------------------------ |
| 1990.-те   |                                          |                          |
| 1999.      | У име оца и сина                         | конобарица               |
| 2000.-те   |                                          |                          |
| 2007—2008. | Вратиће се роде                          | Миланка                  |
| 2008.      | Маша                                     | курва                    |
| 2009.      | Роде у магли                             | Миланка                  |
| 2009.      | Горки плодови                            | Дина                     |
| 2010.-те   |                                          |                          |
| 2010—2011. | Мој рођак са села                        | Душка                    |
| 2011.      | Ритуал                                   | Марта                    |
| 2011—2012. | Цват липе на Балкану                     | Ружица                   |
| 2011—2012. | Непобедиво срце                          | Сара Смит                |
| 2013.      | Шешир професора Косте Вујића (ТВ серија) | власница кројачке радње  |
| 2014.      | Кад љубав закасни                        | госпођа Николић          |
| 2014.      | Самац у браку                            | госпођа Николић          |
| 2014.      | Чистач                                   | Анђела Унцевски          |
| 2015.      | Руске капе                               |                          |
| 2018.      | Мистерија породице Хантер                | Лусија                   |
| 2018.      | Пет                                      | егзотична                |
| 2018.      | Мамини синови                            | Јованка                  |
| 2019.      | Моја генерација Z                        | Даница                   |
| 2022.      | Тајне винове лозе                        | Јелена Дапчевић - Џеј Ди |
| 2022.      | Клан                                     | Бркина жена              |
| 2024.      | Азбука нашег живота                      | социјална радница        |
| 2024.      | Време смрти (ТВ серија)                  | Надежда Петровић         |
| 2024.      | 48 сати и 1 минут                        | Тамара                   |

## Улоге у синхронизацијама
| Година     | Назив                                          | Улога                                   |
| ---------- | ---------------------------------------------- | --------------------------------------- |
| 2004.      | Меда у великој плавој кући                     | Трило                                   |
| 2010.      | Спид Рејсер: Следећа генерација                | Луси                                    |
| 2011—2012. | Вич                                            | Хај Лин итд.                            |
| 2012.      | Краљ лавова                                    | Сараби                                  |
| 2013.      | Аватар: Легенда о Кори                         | Краљица Земље                           |
| 2013.      | Супершпијунке (С6, Голд диги нет)              | Менди                                   |
| 2013.      | Водени свет малих гупија                       | Градоначелница (С3)                     |
| 2014—2018. | Тандерменови                                   | Председница Кикбат (С2Е20, С3Е11-С4)    |
| 2015.      | Авантуре Џимија Неутрона                       | Џуди Неутрон (говор)                    |
| 2015—2017. | Литл чармерс                                   | Хејзелина мама                          |
| 2015.      | Шашаво крстарење                               | Софија Џенсен                           |
| 2015.      | Млади мутанти нинџа корњаче (2012)             | Танг Шен                                |
| 2016.      | Блејз и чудовишне машине                       | Љубичасти витез, Бака нинџа             |
| 2016.      | Кућа Бука                                      | додатни гласови                         |
| 2016.      | Можда јеси, можда ниси вампир                  | Беверли Пел                             |
| 2016.      | Кућа Бука                                      | додатни гласови                         |
| 2017.      | Тинејџ вештица                                 | Лијана Вудс                             |
| 2017—2021. | Нела — витешка принцеза                        | Тетка Вини, Полка Доти, додатни гласови |
| 2017—2018. | Краљевска академија                            | Професорка Снежана                      |
| 2018.      | Сунђер Боб Коцкалоне (Голд диги нет, ТВ синх.) | Бака Планктон                           |
| 2018.      | Цеца Переца                                    | Куварица Бела                           |
| 2018.      | Кремпитићи                                     | Мама                                    |
| 2019.      | Миракулус: Авантуре Бубамаре и Црног Мачора    | Одри Буржуа                             |
| 2019—2021. | Нубови                                         | Салма (С1)                              |
| 2021.      | Лука                                           | Данијела Пагуро                         |